# Stereomerus maculatus
Stereomerus maculatus là một loài bọ cánh cứng trong họ Cerambycidae.